# Tumba (muziek)
Tumba is een muziek- en dansstijl die gespeeld wordt op Aruba, Bonaire en Curaçao. Tumba kan worden beschouwd als de meest oorspronkelijke muzieksoort van de ABC-eilanden. De oorsprong van de tumba ligt in Afrika. De naam tumba is afkomstig uit de Bantoecultuur in Congo.

## Geschiedenis
De tumba is net als de tambú nauw verweven met de geschiedenis van de Nederlandse Antillen. Beide stijlen worden in tweekwartsmaat genoteerd. En beide stijlen werden door de Afrikaanse slaven meegebracht. Afrikaanse ritmes werden gespeeld op landbouwgereedschap en zelfgemaakte trommels. Voor de slaven was het een manier om hun verdriet en weemoed te uiten. Vanwege de wulpse dansbewegingen tussen man en vrouw werden tumba en tambú lange tijd verboden. Pas in het begin van de jaren zeventig werden ze officieel erkend als muziek en dans van het volk.
De tumba draagt een morele boodschap uit, gestoeld op saamhorigheid. Hij is vrolijk en moet mensen samen brengen. In 1971 werd de tumba dé muziek van het Curaçaose carnaval, dat voor die tijd werd gedomineerd door Calypso en steelbands. In het Roxy Theater werd het allereerste tumbafestival gehouden. Boy Dap werd als eerste tot tumbakoning gekroond.
Ook nu nog is tumba, vooral op Curaçao en Bonaire, heel populair in de carnavalsperiode. Op alle drie de ABC-eilanden is er een groot tumba-festival in die periode. Het is een vierdaags evenement waarbij de beste schrijvers, zangers en bands van het eiland de strijd met elkaar aangaan. Een van de belangrijkste evenementen van het jaar. De winnaar wordt Rei / Reina di Tumba (Tumbakoning / -koningin). Er is ook een kinder- en een tienertumba-festival waar jonge zangers en zangeressen hun talent kunnen tonen. 

## Muziek
Aanvankelijk werden veel instrumentale tumba's gecomponeerd. Bijvoorbeeld de tumba's van onder anderen Jan Gerard Palm, Rudolph Palm en Janchi Boskaljon op Curaçao en meer recent op Aruba Rufo Wever en Padú Lampe. Jan Gerard Palm was de eerste componist die het aandurfde om in de verfijnde negentiende eeuw erotische tumba's te schrijven. Tegenwoordig wordt Anselmus "Boy" Dap (1933-2021), beschouwd als de "Tata di Tumba" (vader van de tumba). Hij werd als enige tien maal tumba-koning, met respectievelijk de tumba's: Bashé (1971), Dal e Cos (1973), Mandé (1974), Sigi Awor (1979), Tur hende compañié (1981), Un biaha mas (1983), Despensa, e ta bini (1985), Waya pasa bai (1989), Bolt'e blachi (1992) en Klab'é (1997). Farley Lourens is tot nu toe de enige die het festival drie jaar op een rij heeft gewonnen met Awor ta mi ora (2003), Helengue (2004) en Lòs laga bai (2005). Een andere belangrijke tumba-schrijver van de moderne tijd is Rignald Recordino (Doble R).